# Slangenburg
Le Slangenburg est un château avec propriété dans la municipalité néerlandaise de Doetinchem (province de Gueldre), à environ 3 kilomètres de la ville de Doetinchem. Le domaine de 600 hectares entre Doetinchem et Varsseveld abrite également l'abbaye Saint-Willibrord de l'ordre monastique bénédictin. Le château Slangenburg fait partie du Top 100 de l'Agence nationale du patrimoine de 1990.

## Le château
Slangenburg est mentionné pour la première fois en 1354 comme propriété de Maes (Thomas) van Baer. Au XVIIe siècle, le château est devenu la propriété du général Frederik Johan van Baer (1645-1713), qui l'a converti pour en faire sa résidence. La bâtisse est entrée en possession de la famille Steengracht au XVIIIe siècle puis de la famille Van der Goltz qui en a hérité en 1781. Le dernier membre de famille est resté jusqu'en 1863, après quoi les héritiers Van der Goltz l'ont revendue en 1895.
À partir de 1895, les derniers propriétaires privés, la famille Passmann, étaient des Allemands. Les membres de cette famille sont enterrés dans le cimetière spécial à côté du fossé inondé. Après la guerre, tous les biens allemands ont été confisqués. Le château et les bâtiments situés dans le périmètre des douves extérieures sont devenus la propriété de l'État néerlandais et, à ce titre, faisaient partie du portefeuille de l'Agence des bâtiments du gouvernement (Rijksgebouwendienst). Le château et les bâtiments à l'intérieur des douves extérieures ont été transférés à l'Organisation des monuments nationaux (Nationale Monumentenorganisatie) le 15 janvier 2016, avec 28 autres monuments. La raison de ce transfert est que la construction n'a pas de fonction pour le gouvernement central, mais doit bien être gérée et préservée en raison de sa valeur monumentale. Le château est utilisé comme maison d'hôtes indépendante.

## Le domaine
Le Domaine Slangenburg (ou Landgoed Slangenburg) est géré par la Staatsbosbeheer. Le domaine et la chapelle du monastère sont ouverts au public. Le système d'avenues séculaire du domaine a été aménagé sous la forme d'un trapèze.

## Le cimetière
Le cimetière municipal éponyme Slangenburg aan de Nutselaer jouxte le domaine. Il est composé d'un cimetière ordinaire, d'un crématorium et d'un cimetière naturel.
Le chemin de grande randonnée Pieterpad (identifié par le code LAW 9) passe par le Slangenburg (étape Zelhem - Braamt) depuis 2010.

## Galerie

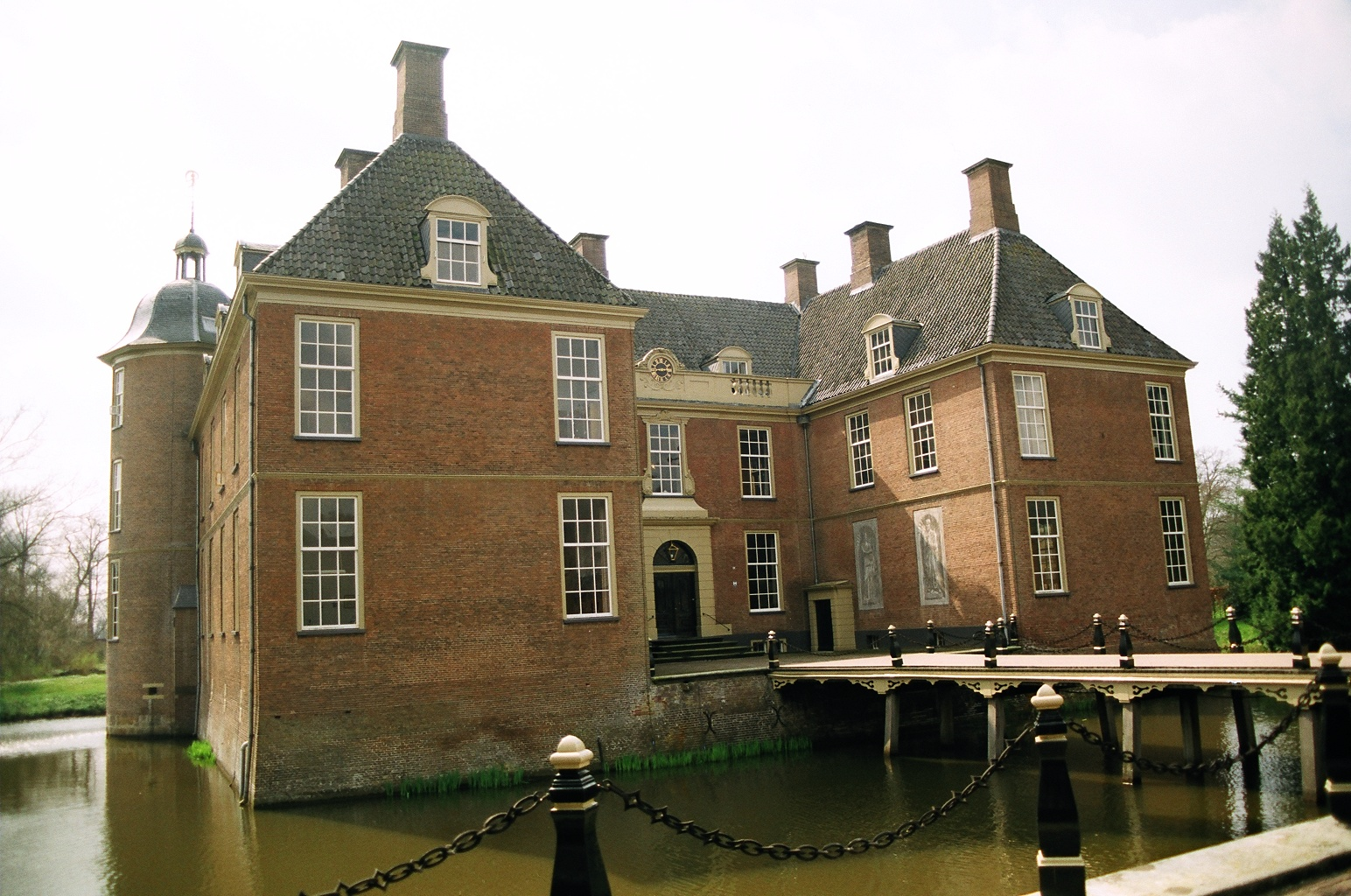
L'entrée du château.
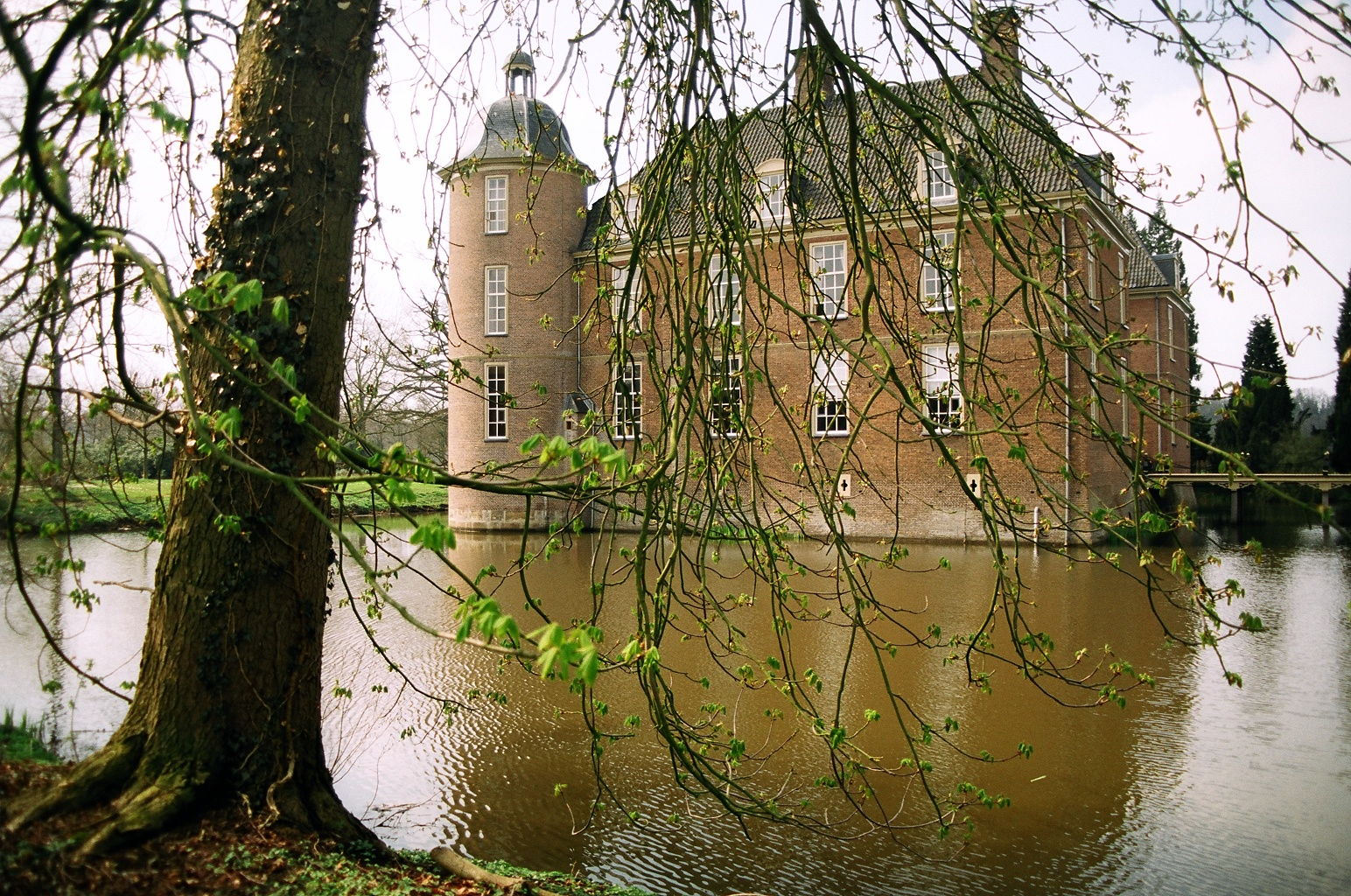
Le flanc de la bâtisse.
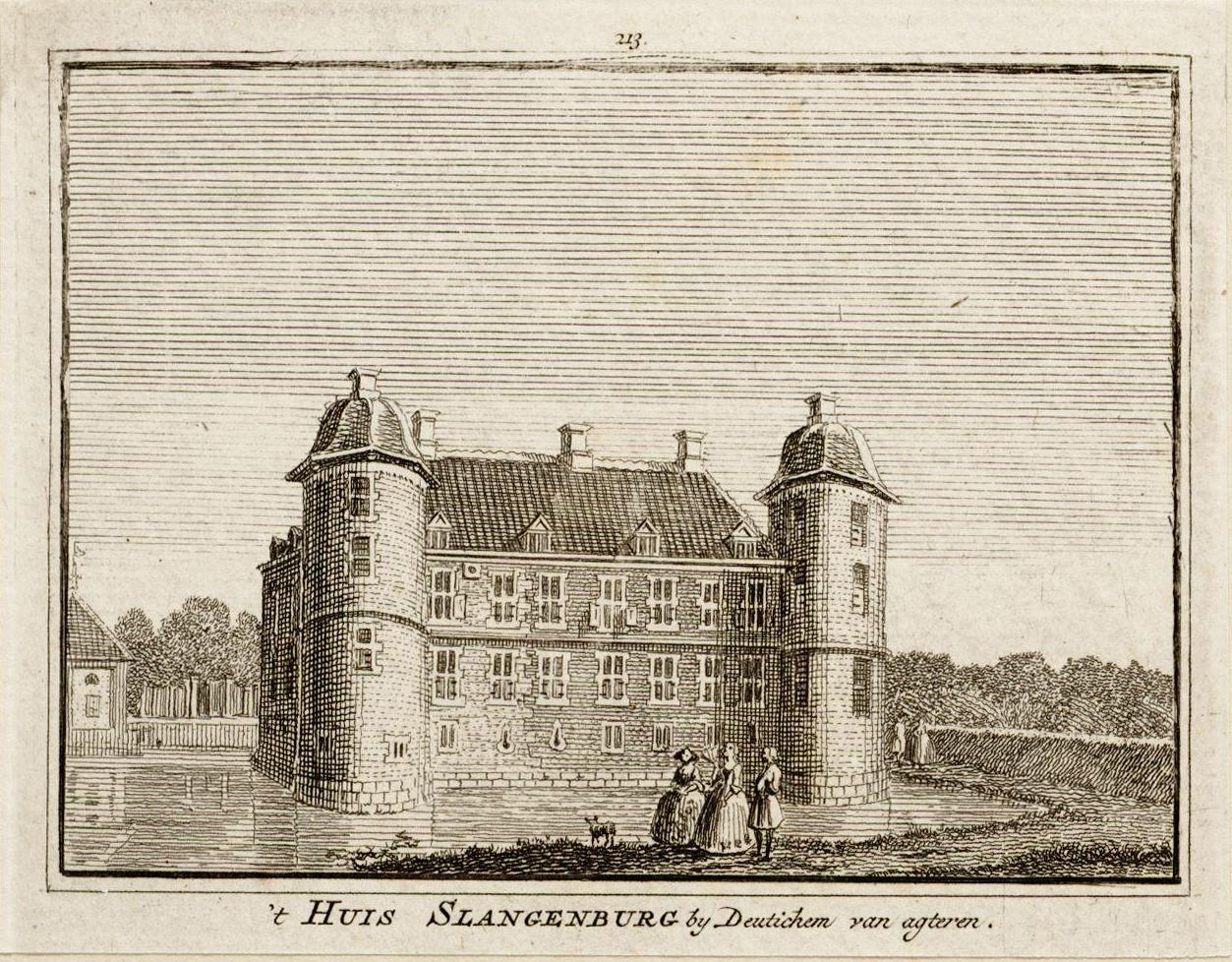
Ancienne gravure représentant le château.
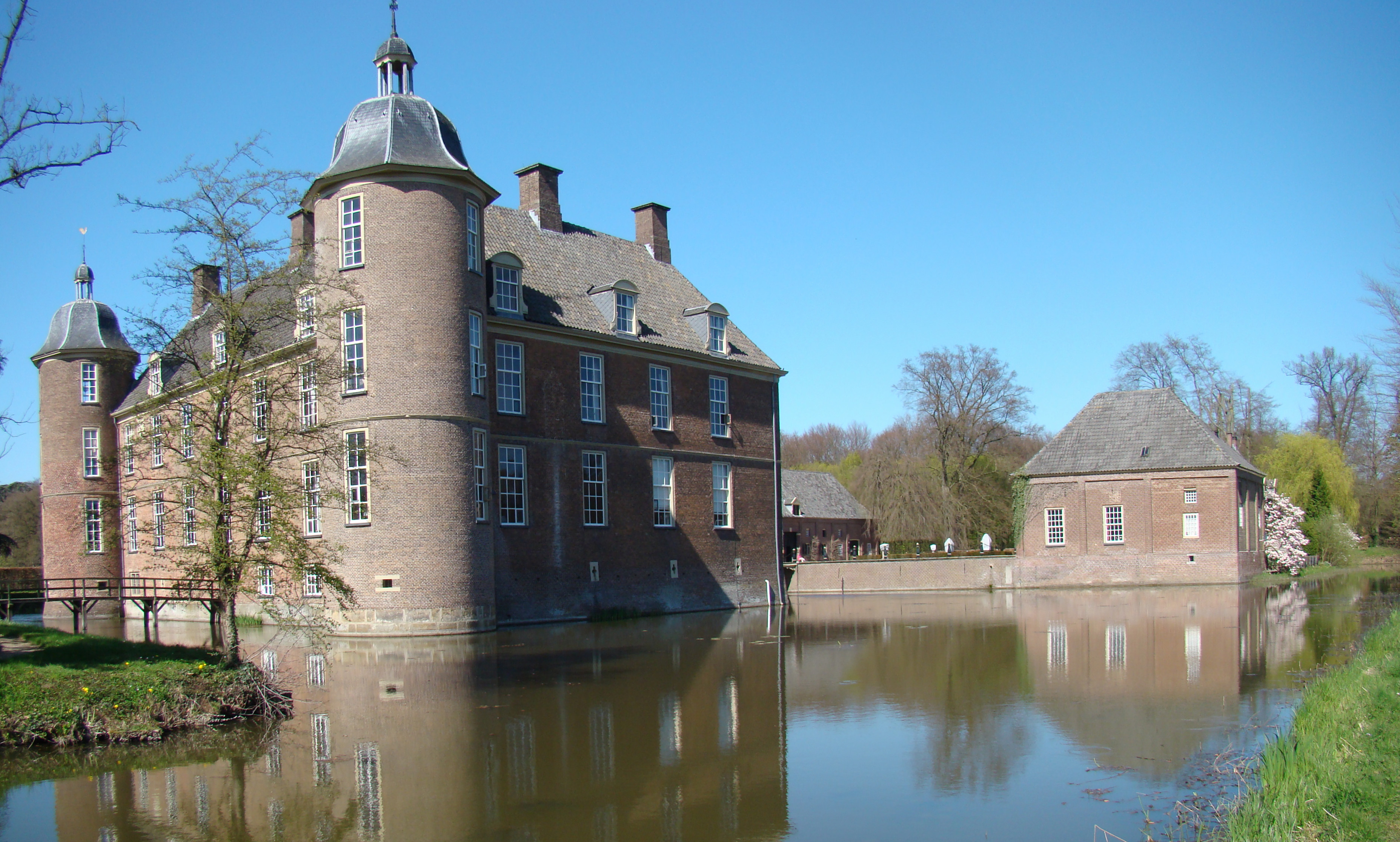
Le château et une dépendance.
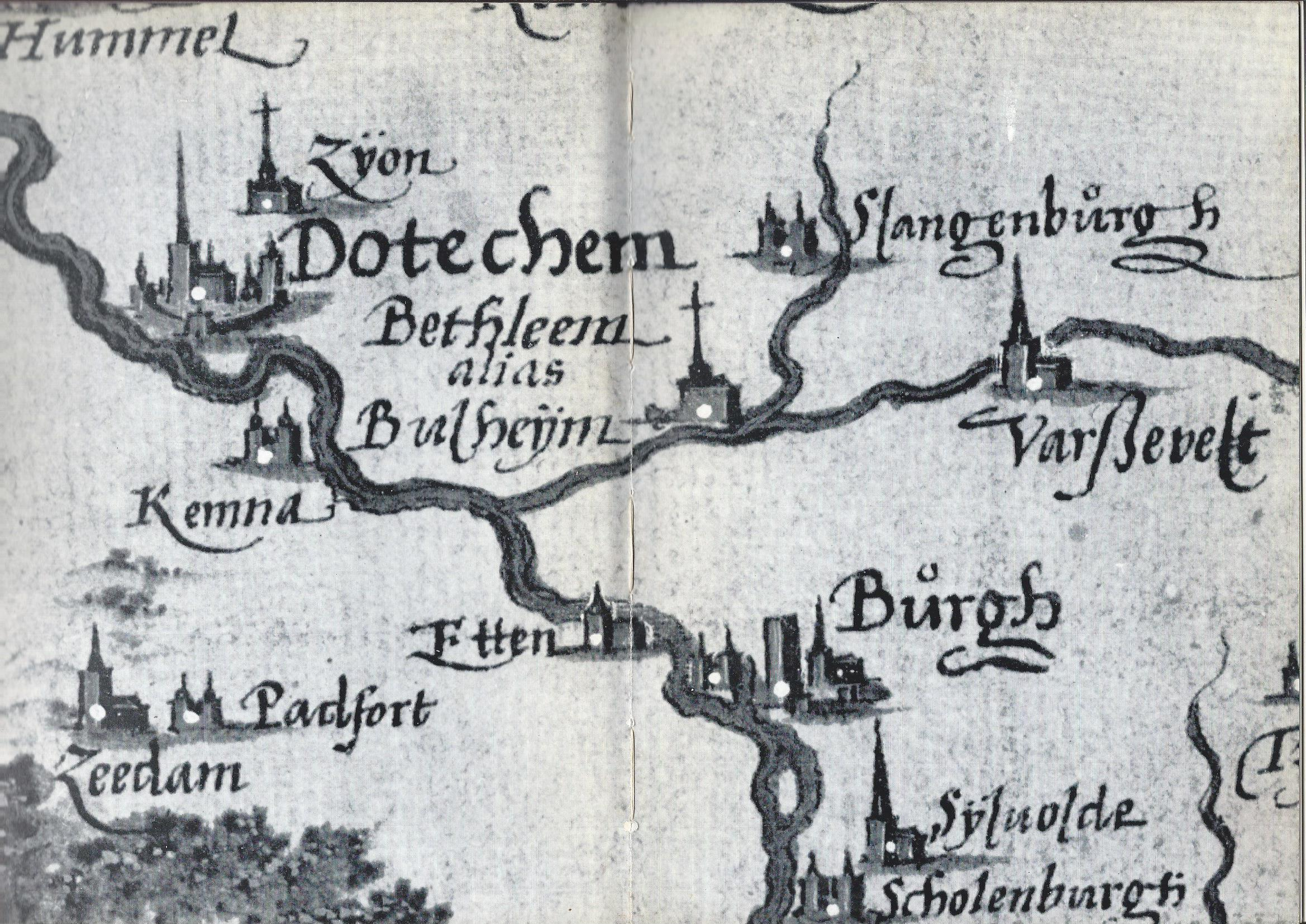
Détail d'une carte de Gueldre et de Clèves datée 1573 de Christian Sgrooten indiquant le château Slangenburgh (à l'est de Dotechem-Doetinchem).